# Bus-la-Mésière
Bus-la-Mésière település Franciaországban, Somme megyében. Lakosainak száma 142 fő (2022. január 1.). Bus-la-Mésière Boulogne-la-Grasse, Conchy-les-Pots, Dancourt-Popincourt, Fescamps, Grivillers és Tilloloy községekkel határos.

## Népesség
A település népességének változása:
| Lakosok száma | 161  | 173  | 177  | 167  | 158  | 148  | 147  | 145  | 142  |
|               | 2013 | 2015 | 2016 | 2017 | 2018 | 2019 | 2020 | 2021 | 2022 |